# Soy Luna en vivo
 (décembre 2019).
Tournées par Soy Luna
Soy Luna Live
(2018) Que Se Pare El Mundo Tour
(2018-2020)
Soy Luna en vivo, est la troisième et dernière tournée en Amérique latine de la série télévisée de Disney Channel, Soy Luna.
Le spectacle contient des chorégraphies, des costumes, des mise en scène et de nombreuses musiques incluant les succès Alas, Modo Amar, Valiente et d'autres.

## Contexte
En novembre 2017, il est confirmé[Par qui ?] que la série revient effectuer des concerts en Amérique latine pour une dernière tournée d'adieu à la série. La tournée commence à Buenos Aires au stade de Luna Park le 15 juin 2018, avec 14 représentations. Ensuite, elle se poursuit dans différentes régions de l'Argentine et d'autres pays d'Amérique latine.
Lionel Ferro, Chiara Parravicini, Katja Martinez, Carolina Kopelioff et Agustín Bernasconi ne participent pas à la tournée, mais Giovanna Reynaud et Pasquale Di Nuzzo la rejoignent, soit dix membres au total.

## Distribution
- Karol Sevilla : Luna Valente
- Ruggero Pasquarelli : Matteo Balsano
- Valentina Zenere : Ambre Smith
- Michael Ronda : Simón Álvarez
- Malena Ratner : Delfina Delfi Alzamendi
- Ana Jara Martinez : Jimena Jim Medina
- Jorge Lopez : Ramiro Ponce
- Gaston Vietto : Pedro Arias
- Giovanna Reynaud : Emilia
- Pasquale Di Nuzzo : Benicio

### Invités
- Dani Martins (présent en Argentine)
- Ami Rodriguez (présent en Colombie)
- Jandino (présent en Équateur)
- Mariachis (présent au Mexique)
- Topa (présent dans la dernière partie de la tournée[Où ?])

## Liste des chansons
1. Intro
2. Alas (Karol Sevilla, Ruggero Pasquarelli, Valentina Zenere, Michael Ronda, Malena Ratner, Gastón Vietto, Ana Jara, Jorge López, Giovanna Reynaud, Pasquale Di Nuzzo)
3. I've Got a Feeling (Karol Sevilla, Ruggero Pasquarelli, Valentina Zenere, Michael Ronda, Malena Ratner, Gastón Vietto, Ana Jara, Jorge López, Giovanna Reynaud, Pasquale Di Nuzzo)
4. Prófugos (Karol Sevilla, Ruggero Pasquarelli, Valentina Zenere, Michael Ronda, Malena Ratner, Gastón Vietto, Ana Jara, Jorge López, Giovanna Reynaud, Pasquale Di Nuzzo)
5. La Vida es un sueño (Karol Sevilla)
6. Mírame a mí (Valentina Zenere)
7. Eres (Karol Sevilla, Michael Ronda, Ruggero Pasquarelli)
8. Invisibles (Michael Ronda, Gastón Vietto, Ruggero Pasquarelli)
9. Sobre Ruedas (Karol Sevilla, Valentina Zenere, Malena Ratner, Ana Jara, Giovanna Reynaud)
10. Princesa (Ruggero Pasquarelli)
11. Quiero verte sonreir (Ruggero Pasquarelli)
12. Sólo Para Ti (Karol Sevilla)
13. ¿Cómo me ves? (Valentina Zenere, Giovanna Reynaud, Jorge López, Pasquale Di Nuzzo)
14. Decirte Lo Que Siento (Gastón Vietto, Malena Ratner)
15. Borrar Tu Mirada (Karol Sevilla, Ana Jara, Malena Ratner)
16. I'd Be Crazy (Ruggero Pasquarelli, Michael Ronda, Gastón Vietto, Jorge López, Pasquale Di Nuzzo)
17. Tu Cárcel (Karol Sevilla, Michael Ronda)
18. Allá Voy (Ruggero Pasquarelli)
19. Catch Me if You Can (Valentina Zenere)
20. Soy Yo (Karol Sevilla)
21. Tiempo de Amor (Michael Ronda)
22. Quédate (Karol Sevilla, Ruggero Pasquarelli)
23. Alzo Mi Bandera (Karol Sevilla, Michael Ronda, Gastón Vietto, Ruggero Pasquarelli)
24. Honey Funny (Remix) (Jorge López, Ana Jara)
25. Modo Amar (Karol Sevilla, Ruggero Pasquarelli, Valentina Zenere, Michael Ronda, Malena Ratner, Gastón Vietto, Ana Jara, Jorge López, Giovanna Reynaud, Pasquale Di Nuzzo)
26. Valiente (Karol Sevilla, Ruggero Pasquarelli, Valentina Zenere, Michael Ronda, Malena Ratner, Gastón Vietto, Ana Jara, Jorge López, Giovanna Reynaud, Pasquale Di Nuzzo)
27. Vuelo (Karol Sevilla, Ruggero Pasquarelli, Valentina Zenere, Michael Ronda, Malena Ratner, Gastón Vietto, Ana Jara, Jorge López, Giovanna Reynaud, Pasquale Di Nuzzo)
28. Siempre Juntos (Karol Sevilla, Ruggero Pasquarelli, Valentina Zenere, Michael Ronda, Malena Ratner, Gastón Vietto, Ana Jara, Jorge López, Giovanna Reynaud, Pasquale Di Nuzzo)
29. Alas (Karol Sevilla, Ruggero Pasquarelli, Valentina Zenere, Michael Ronda, Malena Ratner, Gastón Vietto, Ana Jara, Jorge López, Giovanna Reynaud, Pasquale Di Nuzzo)
30. Footloose (Karol Sevilla, Ruggero Pasquarelli, Valentina Zenere, Michael Ronda, Malena Ratner, Gastón Vietto, Ana Jara, Jorge López, Giovanna Reynaud, Pasquale Di Nuzzo)

## Représentations
| Date               | Ville                   | Pays                   | Lieu                                 | Nombre de représentations |
| ------------------ | ----------------------- | ---------------------- | ------------------------------------ | ------------------------- |
| 15 juin 2018       | Buenos Aires            | Argentine              | Luna Park                            | 1                         |
| 16 juin 2018       | Buenos Aires            | Argentine              | Luna Park                            | 2                         |
| 17 juin 2018       | Buenos Aires            | Argentine              | Luna Park                            | 2                         |
| 19 juin 2018       | Buenos Aires            | Argentine              | Luna Park                            | 1                         |
| 20 juin 2018       | Buenos Aires            | Argentine              | Luna Park                            | 2                         |
| 21 juin 2018       | Buenos Aires            | Argentine              | Luna Park                            | 1                         |
| 22 juin 2018       | Buenos Aires            | Argentine              | Luna Park                            | 1                         |
| 23 juin 2018       | Buenos Aires            | Argentine              | Luna Park                            | 2                         |
| 24 juin 2018       | Buenos Aires            | Argentine              | Luna Park                            | 2                         |
| 7 juillet 2018     | Mar Del Plata           | Argentine              | Estadio Polideportivo Islas Malvinas | 2                         |
| 13 juillet 2018    | Santiago                | Chilie                 | Arena Movistar                       | 1                         |
| 14 juillet 2018    | Santiago                | Chilie                 | Arena Movistar                       | 2                         |
| 15 juillet 2018    | Santiago                | Chilie                 | Arena Movistar                       | 1                         |
| 27 juillet 2018    | Sao Paulo               | Brésil                 | Credicard Salle                      | 2                         |
| 29 juillet 2018    | Rio De Jenero           | Brésil                 | KM Vantagens Salle                   | 1                         |
| 4 août 2018        | Santa Fe                | Argentine              | Estadio del Club Unión de Santa Fe   | 2                         |
| 8 août 2018        | Mendoza                 | Argentine              | Estadio Cubierto Malvinas Argentinas | 1                         |
| 11 août 2018       | Cordoba                 | Argentine              | Orfeo Superdomo                      | 2                         |
| 12 août 2018       | Cordoba                 | Argentine              | Orfeo Superdomo                      | 1                         |
| 15 août 2018       | Santa Cruz de la Sierra | Bolivie                | Estadio Real Santa Cruz              | 1                         |
| 17 août 2018       | La Paz                  | Bolivie                | Estadio Rafael Mendoza Castellón     | 1                         |
| 19 août 2018       | Cochabamba              | Bolivie                | Feicobol                             | 1                         |
| 23 août 2018       | Lima                    | Péru                   | Jockey Club del Perú                 | 1                         |
| 26 août 2018       | Guayaquil               | Équateur               | Estadio Modelo Alberto Spencer       | 1                         |
| 29 août 2018       | Quito                   | Équateur               | Estadio Olímpico Atahualpa           | 1                         |
| 1er septembre 2018 | Bogotá                  | Colombie               | Centro de Eventos Autopista Norte    | 1                         |
| 2 septembre 2018   | Bogotá                  | Colombie               | Centro de Eventos Autopista Norte    | 1                         |
| 7 septembre 2018   | Medellin                | Colombie               | Plaza de Toros La Macarena           | 1                         |
| 13 septembre 2018  | Cuidad de Panama        | Panama                 | Centro de Convenciones Amador        | 1                         |
| 15 septembre 2018  | San Jose                | Costa Rica             | Estadio Nacional de Costa Rica       | 1                         |
| 18 septembre 2018  | Santo Domingo           | République dominicaine | Estadio Quisqueya                    | 1                         |
| 21 septembre 2018  | Ciudad de México        | Mexique                | Auditorio Nacional                   | 1                         |
| 22 septembre 2018  | Ciudad de México        | Mexique                | Auditorio Nacional                   | 2                         |
| 23 septembre 2018  | Ciudad de México        | Mexique                | Auditorio Nacional                   | 2                         |
| 25 septembre 2018  | Ciudad de México        | Mexique                | Auditorio Nacional                   | 1                         |
| 26 septembre 2018  | Ciudad de México        | Mexique                | Auditorio Nacional                   | 1                         |
| 27 septembre 2018  | Querétaro               | Mexique                | Auditorio Josefa Ortiz de Domínguez  | 1                         |
| 29 septembre 2018  | Monterrey               | Mexique                | Auditorio Citibanamex                | 2                         |
| 30 septembre 2018  | Monterrey               | Mexique                | Auditorio Citibanamex                | 2                         |
| 4 octobre 2018     | Puebla                  | Mexique                | Acrópolis                            | 1                         |
| 6 octobre 2018     | Guadalajara             | Mexique                | Auditorio Telmex                     | 2                         |
| 7 octobre 2018     | Guadalajara             | Mexique                | Auditorio Telmex                     | 2                         |
| 10 octobre 2018    | Ciudad de Guatemala     | Gyatemala              | Explanada Cardales de Cayala         | 1                         |
| 22 octobre 2018    | Tucumán                 | Argentine              | Club Central Córdoba                 | 1                         |
| 25 octobre 2018    | Salta                   | Argentine              | Estadio Padre Ernesto Martearena     | 1                         |
| 14 novembre 2018   | Montevideo              | Uruguay                | Antel Arena                          | 1                         |
| 17 novembre 2018   | Buenos Aires            | Argentine              | Luna Park                            | 1                         |
| 18 novembre 2018   | Buenos Aires            | Argentine              | Luna Park                            | 1                         |
| 19 novembre 2018   | Buenos Aires            | Argentine              | Luna Park                            | 2                         |